# Фрешет-Ор
Фреше́т-Ор (фр. Fréchet-Aure, окс. Eth Hreishet) — коммуна во Франции, находится в регионе Юг — Пиренеи. Департамент — Верхние Пиренеи. Входит в состав кантона Арро. Округ коммуны — Баньер-де-Бигор.
Код INSEE коммуны — 65180.

## География
Коммуна расположена приблизительно в 680 км к югу от Парижа, в 115 км юго-западнее Тулузы, в 45 км к юго-востоку от Тарба.
На западе коммуны протекает река Нест. Большую часть территории коммуны занимают леса.

## Климат
Климат умеренно-океанический с солнечной тёплой погодой и обильными осадками на протяжении практически всего года.

## Население
Население коммуны на 2010 год составляло 13 человек.
| 1962 | 1968 | 1975 | 1982 | 1990 | 1999 | 2010 |
| ---- | ---- | ---- | ---- | ---- | ---- | ---- |
| 11   | 15   | 7    | 10   | 15   | 10   | 13   |

## Администрация
| Период | Период | Фамилия            | Партия                  | Примечания                           |
| ------ | ------ | ------------------ | ----------------------- | ------------------------------------ |
| 1977   | 2013   | Жозеф Кампо        | Социалистическая партия | член генерального совета (1979—1992) |
| 2013   | 2020   | Мари-Жозе Родригес |                         |                                      |

## Экономика
В 2010 году среди 8 человек трудоспособного возраста (15-64 лет) 5 были экономически активными, 3 — неактивными (показатель активности — 62,5 %, в 1999 году было 60,0 %). Из 5 активных жителей работали 4 человека (2 мужчин и 2 женщины), безработным был 1 мужчина. Среди 3 неактивных 1 человек был учеником или студентом, 2 — пенсионерами, 0 были неактивными по другим причинам.

## Достопримечательности
- Пещера Нуазетье[фр.]

## Фотогалерея

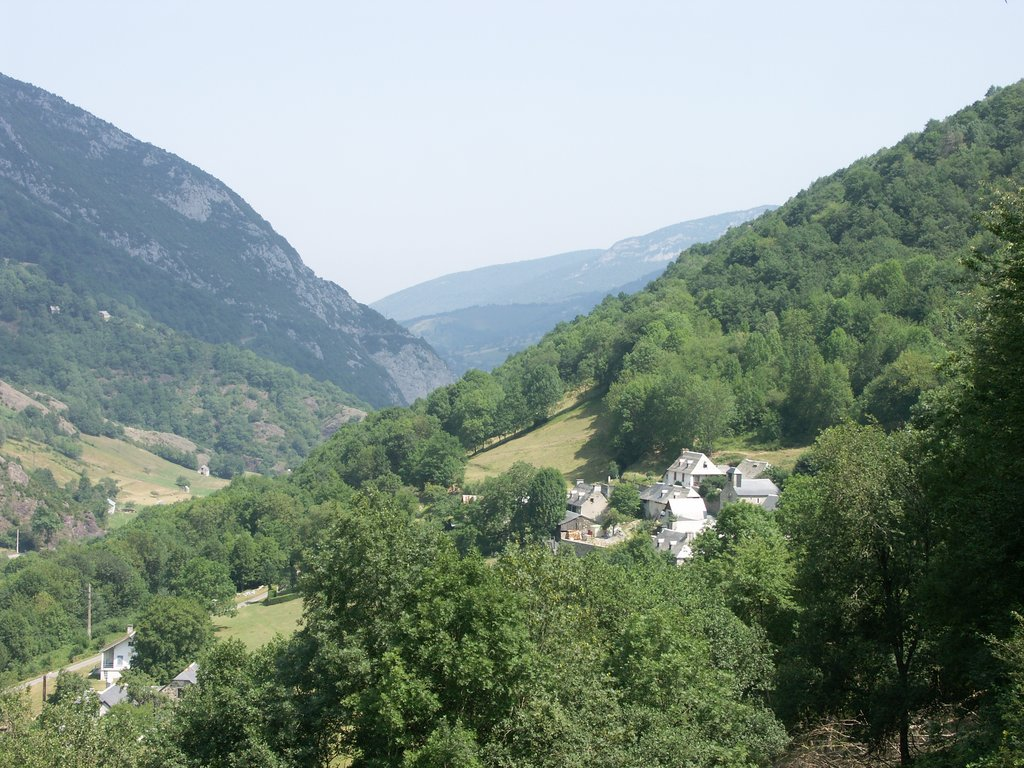
Фрешет-Ор
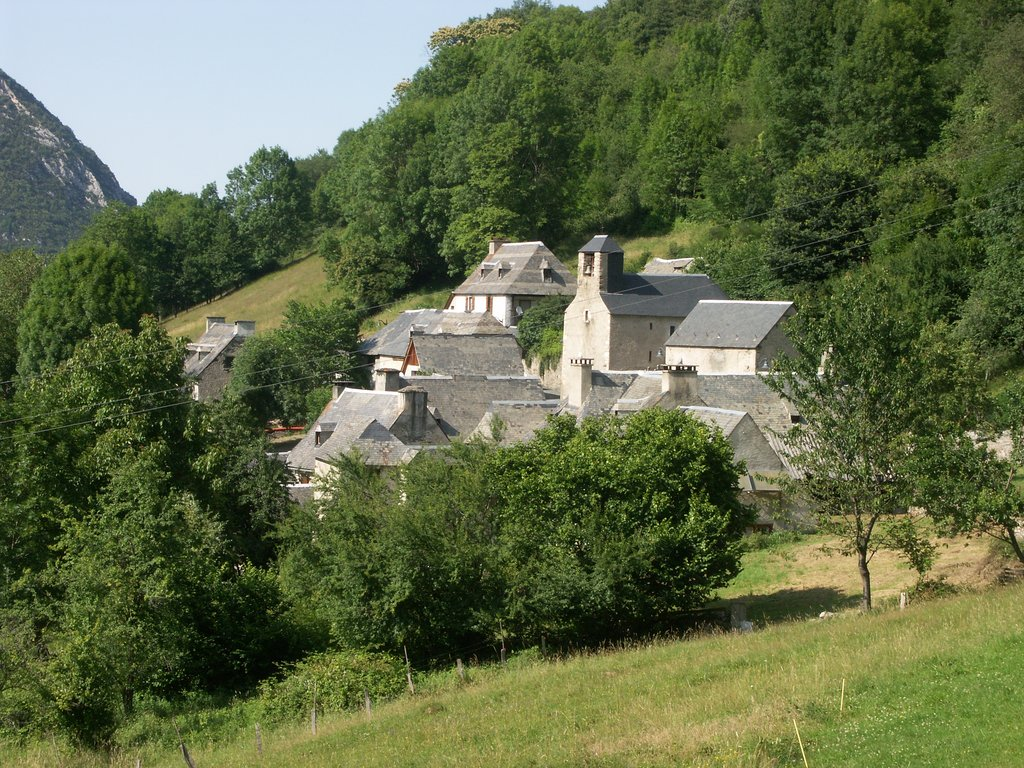
Фрешет-Ор
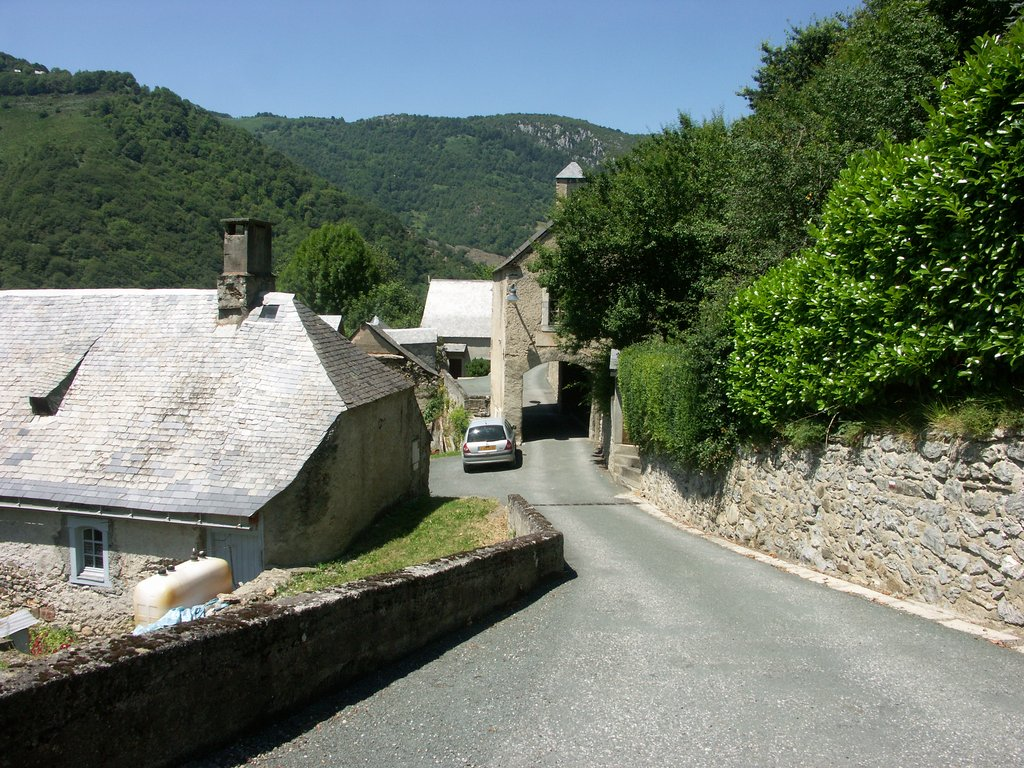
Фрешет-Ор
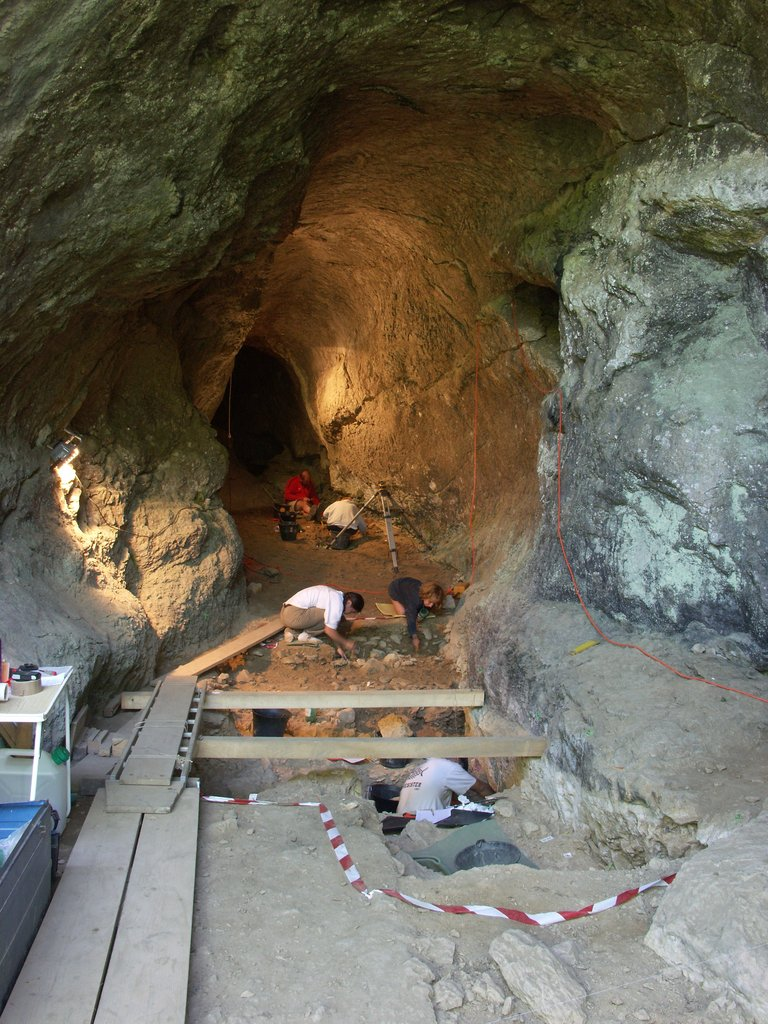
Раскопки в «пещере орешника» летом 2005 года
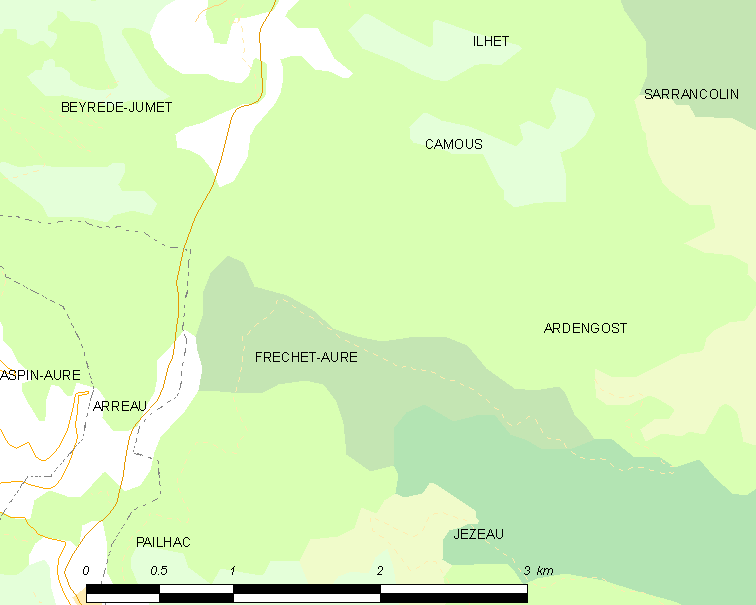
Карта коммуны